# Prijedor
Prijedor (în sârbă Приједор, pronunțat [prijěːdor] ⓘ) este un oraș și o comună situate în Republika Srpska, o entitate din statul modern Bosnia și Herțegovina. În 2013, comuna avea o populație de 89.397 de locuitori. Prijedor este situat în regiunea Bosanska Krajina. 
Prijedor este cunoscut pentru moștenirea sa catolică, ortodoxă și islamică. Clădirile istorice din perioadele otomane și austro-ungare sunt o caracteristică a peisajului urban. Orașul a suferit o renovare extinsă în perioada 2006-2009.

## Geografie
Orașul Prijedor, în cadrul comunei Prijedor, este situat în partea de nord-vest a Bosniei și Herțegovinei, pe malurile râurilor Sana și Gomjenica și pe dealurile sud-vestice ale muntelui Kozara. Suprafața comunei este de 834,06 km2. Orașul este situat la 44°58'39" N și 16°42'29" E, la o altitudine de 133 metri (436 ft) deasupra nivelului mării. 
În mod tradițional, este o parte a regiunii istorice și culturale Bosanska Krajina din Bosnia și Herțegovina. 
Terenul urcă în nord-estul comunei Prijedor în valuri și devine treptat lanțul muntelui Kozara, care este celebru datorită răscoalelor popoarelor din secolele anterioare și pentru luptele împotriva fascismului în timpul celui de-al Doilea Război Mondial. 
Orașul se află pe terenul aluvial creat de râul Sana și afluenții săi pe dealurile din sud-vestul muntelui Kozara. 

### Localizare
| Krupa na Uni (60 de km), Zagreb (173 de km), Viena (547 de km) | Bos/Koz. Dubica (33 de km)          | Bos. Gradiška (90 de km), Budapesta (474 de km)    |
| Bosanski Novi (32 d km)                                        |                                     | Kozarac (13 km), Omarska (20 km), Belgrad (336 km) |
| Ljubija (8 km), Triest (412 km)                                | Sanski Most (33 km), Split (300 km) | Banja Luka (48 km), Sarajevo (250 km)              |

## Istorie

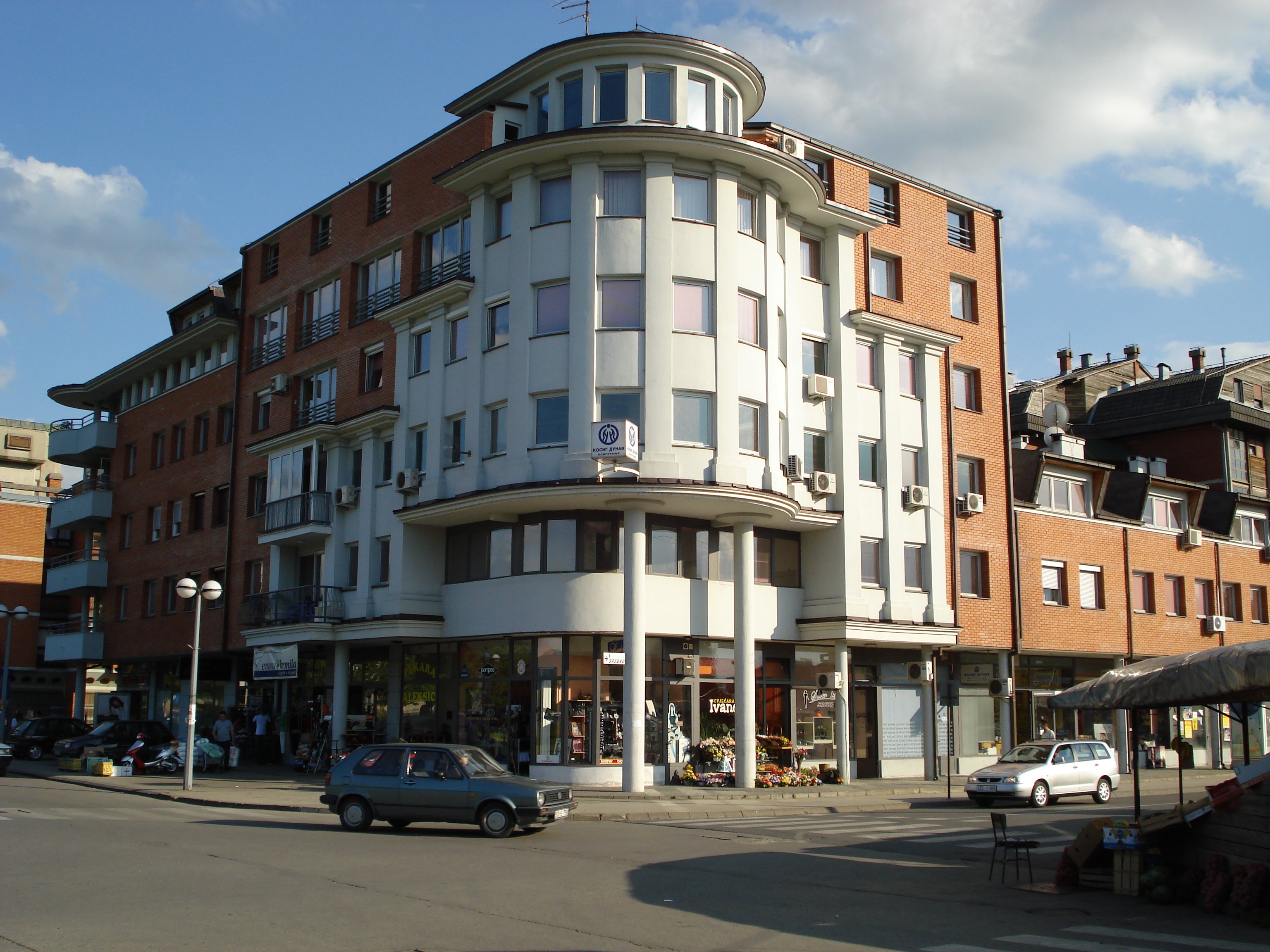
Clădire în centrul orașului

### Perioada antică
Istoria  Prijedorului ca centru fortificat al populației poate fi urmărită până la sfârșitul secolului al XVII-lea, dar istoria colonizării și a culturii zonei înconjurătoare este mult mai veche, dinainte de apariția orașului. Numeroase situri arheologice preistorice, antice și medievale sunt dovezi ale prezenței unei varietăți de culturi diferite. Există numeroase așezări din perioada preistorică, datând din 2100 î.Hr., de obicei asociate cu locurile de înmormântare. În perioada pre-romană și romană, zona a fost locuită de un mare trib iliric Mezeji (greacă.: Μαζαῖοι), un sub-trib al panonilor, renumit pentru abilitățile lor miniere. În Ljubija, lângă Prijedor, au fost găsite multe monumente din epoca romană care oferă dovezi ale producției de fier. În Zecovi există o necropolă ilirică din epoca fierului. O legendă spune că râul Sana a fost numit de romani. 

### Perioada otomană și austriacă
Prijedor este menționat pentru prima dată ca un mic fort din lemn în lista locurilor din Imperiul Otoman care au fost devastate de trupele croate între 1693 și 1696. Aceste regiuni au fost sub stăpânire otomană până în 1878. Cu aproximativ 200 de ani în urmă, în această parte a Bosniei, au fost construite un număr mare de fortificații pentru a proteja granițele deseori contestate cu Austria. Mai târziu, multe fortificații au fost distruse în timpul războiului dintre Liga Sfântă și Imperiul Otoman în timp ce granițele au fost mutate spre est și spre sud în favoarea Austriei. Prima mențiune a orașului, care se referă la acesta ca „Palanka Praedor” într-un raport scris în limba latină a unui mareșal austriac despre așezările fortificate, apare între 1693 și 1696. Termenul „Palanka” indică o fortificație din lemn construită pe o insulă creată artificial pe râul Sana. Nu este clar cum a primit numele Prijedor, dar există două teorii. Una dintre ele se referă la termenul „prodor” care în limba locală însemnând revărsare și se referea la râul Sana care deseori inunda întreaga zonă. A doua teorie face referire la o întrecere dintre un bărbat și un cal (un cal este cunoscut în mod obișnuit în regiune ca „Doro”). Omul a câștigat și se spune că a ajuns la linia de sosire înaintea calului, ceea ce în limba locală se exprimă ca „Prije Dore” . 
În același loc, la mijlocul secolului al XVIII-lea, a apărut o nouă fortăreață, de data aceasta construită cu ziduri din piatră, trei turnuri și două căi din lut pentru tunuri. O informație arhivată de la Istanbul, datată din anul 1745, povestește despre două gărzi orășenești care se deplasează către Palanka Pridorska Ada (insula) nou construită. Este prima mențiune a cetății de pe râul Sana, unde orașul s-a dezvoltat ulterior. 
Odată cu apariția fortificației, așezarea din afara zidurilor a început să se dezvolte în același timp. Coloniștii erau probabil o populație creștină care locuia în vecinătate și ale cărei așezări s-au contopit rapid cu orașul pe măsură ce s-a extins către nord. Într-o relatare pentru armata austriacă a unui agent secret austriac despre existența orașului, acesta a descris în detaliu orașul și a subliniat mai ales existenta suburbiei din vecinătatea sa. 
Orașul a început să se dezvolte rapid datorită navigabilității râului Sana, dezvoltării comerțului și artizanatului și construcției ulterioare a primei căi ferate prin Prijedor. Prima cale ferată din Bosnia și Herțegovina a fost construită în 1873 lângă Prijedor și pleca de la Dobrljina spre Banja Luka. Cetatea a existat ca loc militar până în 1851, când armata a plecat, iar zidurile au fost demolate de populația locală care a folosit zidurile pentru a-și construi propriile case. Un incendiu imens în 1882 a distrus 119 case, 56 de magazine comerciale mari, școli, o biserică ortodoxă și 140 de familii și-au pierdut acoperișurile de deasupra capului. Anul următor, autoritățile austriece au deschis o mare fabrică de cherestea la poalele muntelui Kozara, acesta este primul obiectiv industrial din istoria orașului Prijedor. 
Anii de după incendiul din 1882 au dus la o dezvoltare intensă a orașului, cuprinzând atât structuri private, cât și de stat. Lemnul a fost înlocuit cu materiale de construcție moderne, străzile au fost proiectate în unghi drept și a fost creat primul plan urbanistic. Au fost construite noi clădiri, precum școala elementară sârbă, Biserica Catolică, Biserica Ortodoxă și un hotel. Primele asociații culturale au apărut în oraș, precum și biblioteci, săli de lectură și o tipografie. Sfârșitul Primului Război Mondial a dus la apariția unui stat efemer - Regatul Sârbilor, Croaților și Slovenilor - cu Bosnia-Herțegovina parte a acestuia. Prijedor a devenit un loc important ca centru al comerțului din întreaga regiune. Deschiderea minei de fier din Ljubija, lângă Prijedor, în 1916, unde s-au angajat aproximativ 4.000 de lucrători, a consolidat economia orașului. În acea perioadă, mina a fost una dintre cele mai mari și moderne mine de fier din Europa. 
Din 1929 până în 1941, Prijedor a făcut parte din Banovina Vrbas din Regatul Iugoslaviei.

### Al doilea război mondial
Centrul Memorial Mrakovica de la Kozara, opera artistului academic Dušan Džamonja, este dedicat victimelor din rândul rezistenței partizanilor iugoslavi din această regiune în timpul celui de-al doilea război mondial. 
În unele sate de lângă Prijedor și Muntele Kozara un număr imens de civili au fost uciși de Ustaše sau au fost duși în lagărele de concentrare; cel mai cunoscut dintre acestea a fost lagărul de concentrare Jastrebarsko, unde copii sârbi au fost închiși.

### Războiul Bosniac
În timpul războiului din Bosnia (1992–1995), zona de lângă Prijedor a găzduit infamul lagăr Omarska, tabăra Keraterm și tabăra Trnopolje, înființate în 1992 pentru populația bosniacă și croată.
Lagărul Omarska, în care luptători ai Republicii Srpska (RS) au închis un număr cuprins între 5.000 și 7.000 de bosniaci și croați din zona din jurul comunei Prijedor, a existat în perioada 25 mai - 30 august 1992. Numele oficial sârb a fost: tabere colective și lagăre de anchetă pentru a ține în libertate „paramilitarii” suspecți. Potrivit Tribunalului Penal Internațional pentru fosta Iugoslavie (TPII) persoanele care au fost deținuțe în aceste locuri au fost ucise, torturate, au avut loc masacre și violuri. După sfârșitul războiului în două gropi comune din apropiere 773 de cadavre au fost descoperite. În zona din jurul comunei Prijedor, au fost descoperite 62 de morminte comune care ar putea fi legate de tabăra Omarska.

## Date demografice

### Populație
| Populația localităților Comunei Prijedor | Populația localităților Comunei Prijedor | Populația localităților Comunei Prijedor | Populația localităților Comunei Prijedor | Populația localităților Comunei Prijedor | Populația localităților Comunei Prijedor | Populația localităților Comunei Prijedor | Populația localităților Comunei Prijedor | Populația localităților Comunei Prijedor |
| ---------------------------------------- | ---------------------------------------- | ---------------------------------------- | ---------------------------------------- | ---------------------------------------- | ---------------------------------------- | ---------------------------------------- | ---------------------------------------- | ---------------------------------------- |
|                                          | Localitate                               | 1948.                                    | 1953                                     | 1961.                                    | 1971.                                    | 1981.                                    | 1991.                                    | 2013.                                    |
|                                          | Total                                    | 59,316                                   | 73,880                                   | 39,751                                   | 97,921                                   | 108,868                                  | 112,543                                  | 89,397                                   |
| 1                                        | Babići                                   |                                          |                                          |                                          |                                          |                                          | 1,358                                    | 649                                      |
| 2                                        | Bišćani                                  |                                          |                                          |                                          |                                          |                                          | 1,440                                    | 916                                      |
| 3                                        | Bistrica                                 |                                          |                                          |                                          |                                          |                                          | 1,346                                    | 861                                      |
| 4                                        | Brđani                                   |                                          |                                          |                                          |                                          |                                          | 1,731                                    | 1,259                                    |
| 5                                        | Brezičani                                |                                          |                                          |                                          |                                          |                                          | 1,648                                    | 1,192                                    |
| 6                                        | Busnovi                                  |                                          |                                          |                                          |                                          |                                          | 1,054                                    | 692                                      |
| 7                                        | Čarakovo                                 |                                          |                                          |                                          |                                          |                                          | 2,412                                    | 1,079                                    |
| 8                                        | Čejreci                                  |                                          |                                          |                                          |                                          |                                          | 739                                      | 383                                      |
| 9                                        | Cikote                                   |                                          |                                          |                                          |                                          |                                          | 284                                      | 206                                      |
| 10                                       | Čirkin Polje                             |                                          |                                          |                                          |                                          |                                          | 1,996                                    | 2,500                                    |
| 11                                       | Crna Dolina                              |                                          |                                          |                                          |                                          |                                          | 254                                      | 200                                      |
| 12                                       | Dera                                     |                                          |                                          |                                          |                                          |                                          | 1,593                                    | 753                                      |
| 13                                       | Donja Dragotinja                         |                                          |                                          |                                          |                                          |                                          | 539                                      | 500                                      |
| 14                                       | Donji Garevci                            |                                          |                                          |                                          |                                          |                                          | 538                                      | 763                                      |
| 15                                       | Donji Orlovci                            |                                          |                                          |                                          |                                          |                                          | 881                                      | 2,236                                    |
| 16                                       | Gaćani                                   |                                          |                                          |                                          |                                          |                                          | 391                                      | 291                                      |
| 17                                       | Gomjenica                                |                                          |                                          |                                          |                                          |                                          | 2,949                                    | 2,483                                    |
| 18                                       | Gornja Dragotinja                        |                                          |                                          |                                          |                                          |                                          | 520                                      | 305                                      |
| 19                                       | Gornja Puharska                          |                                          |                                          |                                          |                                          |                                          | 615                                      | 346                                      |
| 20                                       | Gornji Jelovac                           |                                          |                                          |                                          |                                          |                                          | 547                                      | 329                                      |
| 21                                       | Gornji Orlovci                           |                                          |                                          |                                          |                                          |                                          | 456                                      | 497                                      |
| 22                                       | Gradina                                  |                                          |                                          |                                          |                                          |                                          | 730                                      | 479                                      |
| 23                                       | Hambarine                                |                                          |                                          |                                          |                                          |                                          | 2,876                                    | 906                                      |
| 24                                       | Hrnići                                   |                                          |                                          |                                          |                                          |                                          | 669                                      | 492                                      |
| 25                                       | Jelićka                                  |                                          |                                          |                                          |                                          |                                          | 690                                      | 362                                      |
| 26                                       | Jugovci                                  |                                          |                                          |                                          |                                          |                                          | 540                                      | 320                                      |
| 27                                       | Kamičani                                 |                                          |                                          |                                          |                                          |                                          | 3,115                                    | 2,307                                    |
| 28                                       | Kevljani                                 |                                          |                                          |                                          |                                          |                                          | 1,947                                    | 746                                      |
| 29                                       | Kozarac                                  |                                          |                                          |                                          |                                          |                                          | 4,045                                    | 2,585                                    |
| 30                                       | Kozaruša                                 |                                          |                                          |                                          |                                          |                                          | 3,376                                    | 2,538                                    |
| 31                                       | Krivaja                                  |                                          |                                          |                                          |                                          |                                          | 1,014                                    | 603                                      |
| 32                                       | Lamovita                                 |                                          |                                          |                                          |                                          |                                          | 1,849                                    | 1,528                                    |
| 33                                       | Ljeskare                                 |                                          |                                          |                                          |                                          |                                          | 611                                      | 386                                      |
| 34                                       | Ljubija                                  |                                          |                                          |                                          |                                          |                                          | 3,945                                    | 1,921                                    |
| 35                                       | Marićka                                  |                                          |                                          |                                          |                                          |                                          | 1,632                                    | 1,004                                    |
| 36                                       | Miljakovci                               |                                          |                                          |                                          |                                          |                                          | 628                                      | 437                                      |
| 37                                       | Miska Glava                              |                                          |                                          |                                          |                                          |                                          | 764                                      | 344                                      |
| 38                                       | Niševići                                 |                                          |                                          |                                          |                                          |                                          | 994                                      | 672                                      |
| 39                                       | Omarska                                  |                                          |                                          |                                          |                                          |                                          | 3,436                                    | 3,006                                    |
| 40                                       | Orlovača                                 |                                          |                                          |                                          |                                          |                                          | 1,105                                    | 2,918                                    |
| 41                                       | Pejići                                   |                                          |                                          |                                          |                                          |                                          | 424                                      | 302                                      |
| 42                                       | Petrov Gaj                               |                                          |                                          |                                          |                                          |                                          | 1,051                                    | 875                                      |
| 43                                       | Petrovo [Ćela]                           |                                          |                                          |                                          |                                          |                                          | 2,147                                    | 1,388                                    |
| 44                                       | Prijedor                                 |                                          |                                          | 11,847                                   | 22,223                                   | 29,449                                   | 34,635                                   | 27,970                                   |
| 45                                       | Rakelići                                 |                                          |                                          |                                          |                                          |                                          | 913                                      | 605                                      |
| 46                                       | Rakovčani                                |                                          |                                          |                                          |                                          |                                          | 1,429                                    | 535                                      |
| 47                                       | Rasavci                                  |                                          |                                          |                                          |                                          |                                          | 1,051                                    | 784                                      |
| 48                                       | Rizvanovići                              |                                          |                                          |                                          |                                          |                                          | 1,571                                    | 503                                      |
| 49                                       | Saničani                                 |                                          |                                          |                                          |                                          |                                          | 625                                      | 565                                      |
| 50                                       | Tomašica                                 |                                          |                                          |                                          |                                          |                                          | 908                                      | 515                                      |
| 51                                       | Trnopolje                                |                                          |                                          |                                          |                                          |                                          | 3,703                                    | 2,275                                    |
| 52                                       | Veliko Palančište                        |                                          |                                          |                                          |                                          |                                          | 503                                      | 425                                      |
| 53                                       | Zecovi                                   |                                          |                                          |                                          |                                          |                                          | 887                                      | 353                                      |

### Compoziție etnică
Conform datelor din recensământul populației austro-ungare din 1910, districtul Prijedor avea o majoritate sârbă ortodoxă de 59,08%. Populația din Prijedor, după etnie, conform recensămintelor din 1971, 1981, 1991 și 2013 a fost următoarea:
|              | 2013.           | 1991.           | 1981.           | 1971.           | 1961.           |
| Total        | 27.970 (100,0%) | 34.635 (100,0%) | 29.449 (100,0%) | 22.223 (100,0%) | 11.847 (100,0%) |
| sârbi        |                 | 13.927 (40,21%) | 10.478 (35,58%) | 9.454 (42,54%)  | 6.233 (52.61%)  |
| bosniaci     |                 | 13.388 (38,65%) | 10.173 (34,54%) | 9.433 (42,45%)  | 1.574 (13,29%)  |
| iugoslavi    |                 | 4.282 (12,36%)  | 6.465 (21,95%)  | 1.063 (4.783%)  | 2.452 (20,70%)  |
| croați       |                 | 1.757 (5.073%)  | 1.689 (5.735%)  | 1.727 (7.771%)  | 1.348 (11,38%)  |
| Alții        |                 | 1.281 (3.699%)  | 378 (1.284%)    | 342 (1.539%)    | 101 (0,853%)    |
| muntenegreni |                 |                 | 78 (0,265%)     | 86 (0,387%)     | 35 (0,295%)     |
| rromi        |                 |                 | 58 (0,197%)     |                 |                 |
| sloveni      |                 |                 | 54 (0,183%)     | 40 (0,180%)     | 53 (0,447%)     |
| albanezii    |                 |                 | 51 (0,173%)     | 51 (0,229%)     | 13 (0,110%)     |
| macedoneni   |                 |                 | 13 (0,044%)     | 16 (0,072%)     | 32 (0,270%)     |
| maghiari     |                 |                 | 12 (0,041%)     | 11 (0,049%)     | 6 (0,051%)      |

|              | 2013.           | 1991.            | 1981.            | 1971.           | 1961.           |
| Total        | 89.397 (100,0%) | 112.543 (100,0%) | 108.868 (100,0%) | 97.894 (100,0%) | 39.751 (100,0%) |
| sârbi        | 55.895 (62,52%) | 47.581 (42,28%)  | 45.279 (41,59%)  | 46.487 (47,49%) | 21.532 (54,17%) |
| bosniaci     | 29.034 (32,48%) | 49.351 (43,85%)  | 42.129 (38,70%)  | 39.190 (40,03%) | 10.140 (25,51%) |
| Alții        | 2.706 (3.027%)  | 2.836 (2.520%)   | 1.684 (1.547%)   | 1.559 (1.593%)  | 207 (0,521%)    |
| croați       | 1.762 (1.971%)  | 6.316 (5.612%)   | 7.297 (6.703%)   | 8.845 (9.035%)  | 2 384 (5.997%)  |
| iugoslavi    |                 | 6.459 (5.739%)   | 12.025 (11,05%)  | 1.458 (1.489%)  | 5 290 (13,31%)  |
| muntenegreni |                 |                  | 117 (0,107%)     | 119 (0,122%)    | 42 (0,106%)     |
| albanezi     |                 |                  | 116 (0,107%)     | 101 (0,103%)    | 43 (0,108%)     |
| rromi        |                 |                  | 100 (0,092%)     | 10 (0,010%)     |                 |
| sloveni      |                 |                  | 81 (0,074%)      | 73 (0,075%)     | 64 (0,161%)     |
| macedoneni   |                 |                  | 26 (0,024%)      | 37 (0,038%)     | 39 (0,098%)     |
| maghiari     |                 |                  | 14 (0,013%)      | 15 (0,015%)     | 10 (0,025%)     |

## Educație

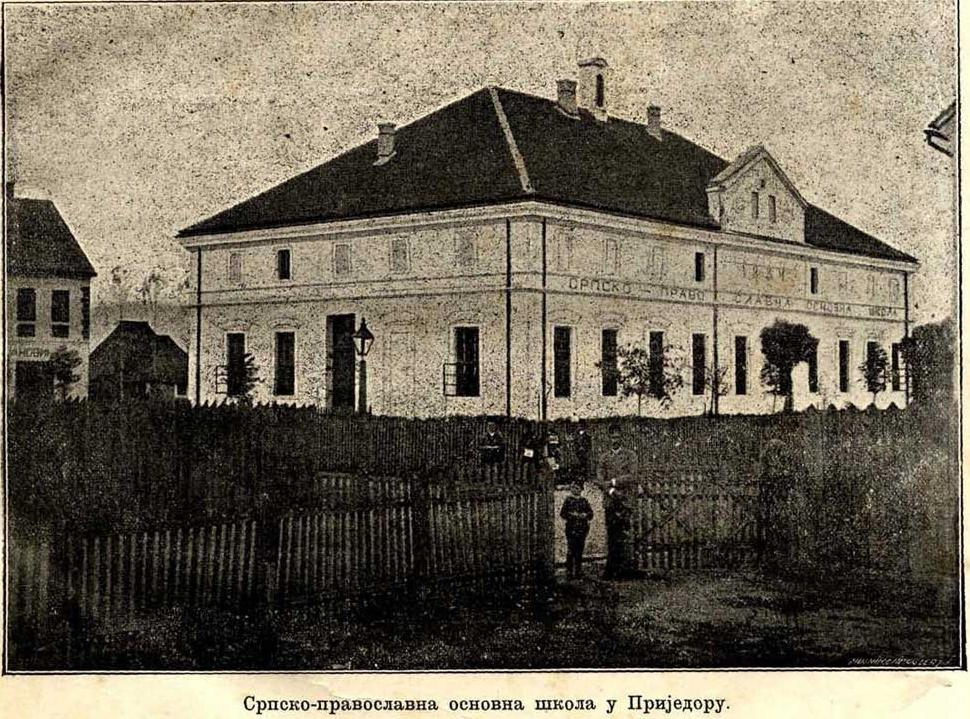
Școala elementară sârbă din Prijedor în 1889

Primele forme de educație organizată pot fi urmărite în prima jumătate a secolului XIX. În 1834 Prijedor a avut „școala elementară sârbă” care mai târziu, cu așa-numita „școală comunală” a fost transformată în „școala de stat” în 1919. Una dintre primele instituții școlare cele mai importante a fost Gimnaziul Prijedor fondat în 1923.
Școli elementare și liceale - În prezent, există 11 școli elementare cu aproximativ 8.000 de elevi și 6 licee cu aproximativ 4.000 de elevi. O școală de muzică și o școală specială pentru persoanele cu disfuncții mintale fac parte. de asemenea, din sistemul educațional al comunei. 
Colegii și universități - În ultimii câțiva ani, au fost făcuți pași importanți în privința înființării colegiilor. Prin urmare, Prijedor are acum un Colegiu universitar de economie și informatică,  un Colegiu universitar de medicină și un departament  de geologie minieră al Universității din Banja Luka. În partea de nord-vest a orașului în vecinătatea Pećani este în curs de construcție o facultate de Drept și Economie, aceasta este primul pas pentru crearea unui centru universitar independent în Prijedor. În 2013, Prijedor avea în jur de 1300 de studenți înscriși.

## Economie

Localizarea regională a Prijedorului.

Prijedor este un mare centru de servicii și servicii industriale și găzduiește unele dintre cele mai mari companii din Bosnia și Herțegovina. 
Are un sector financiar dezvoltat; În oraș sunt reprezentate 11 bănci internaționale, precum și 5 organizații de micro-credite și o fundație pentru dezvoltare. Potențialul economic uriaș al orașului se datorează poziției sale geografice strategice, întrucât este aproape de Zagreb, Belgrad, Budapesta și Viena, oferindu-i una dintre cele mai bune poziții pentru extindere economică în Bosnia și Herțegovina. 
Terenurile agricole din jurul orașului, mineralele brute din comună și dezvoltarea unei populații cu educație înaltă în oraș îi conferă o combinație unică în a putea produce atât produse industriale sofisticate, alimentare și servicii. 
Previzualizare economică
Următorul tabel oferă o previzualizare a numărului total de persoane înregistrate angajate de persoane juridice după activitatea lor principală (în 2018): 
| Activitate                                                                     | Total |
| ------------------------------------------------------------------------------ | ----- |
| Agricultură, silvicultură și pescuit                                           | 262   |
| Minerit si cariere                                                             | 835   |
| de fabricație                                                                  | 2825  |
| Alimentare cu energie electrică, gaz, abur și aer condiționat                  | 250   |
| Rezerva de apa; activități de canalizare, gestionare și remediere a deșeurilor | 315   |
| Construcții                                                                    | 474   |
| Comerț cu ridicata și cu amănuntul, reparații de autovehicule și motociclete   | 2542  |
| Transport și depozitare                                                        | 638   |
| Cazare și servicii alimentare                                                  | 876   |
| Informatie si comunicare                                                       | 154   |
| Activități financiare și de asigurare                                          | 227   |
| Activități imobiliare                                                          | 58    |
| Activități profesionale, științifice și tehnice                                | 340   |
| Activități de servicii administrative și de asistență                          | 221   |
| Administrație publică și apărare; securitate socială obligatorie               | 1.003 |
| Educație                                                                       | 1391  |
| Sănătate umană și activități de muncă socială                                  | 1196  |
| Arte, divertisment și recreere                                                 | 61    |
| Alte activități de servicii                                                    | 317   |
| Total                                                                          | 13985 |

### Companii

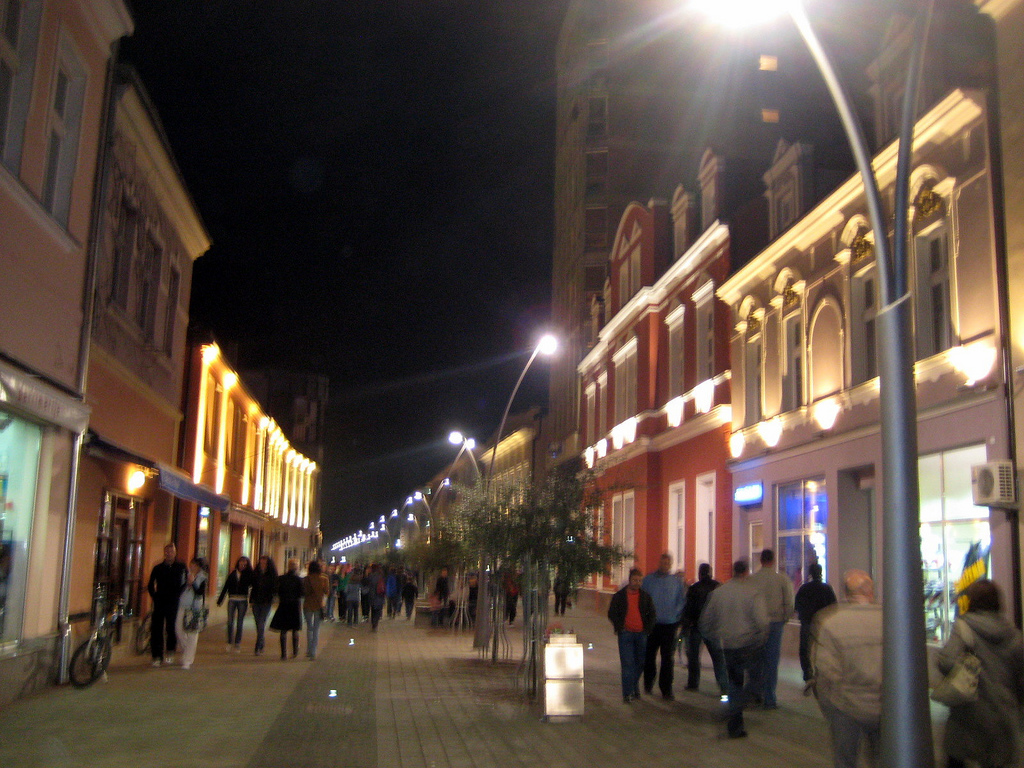
Prijedor noaptea

Orașul găzduiește astăzi sediul bosniac al companiei siderurgice Arcelor Mittal, care este cea mai mare companie de oțel din lume, cu peste 320.000 de angajați în peste 60 de țări. În Prijedor se află, de asemenea, companii specializate în industria chimică, cum ar fi Ferrox AD, care produce pigmenți de oxizi de fier. BosnaMontaza AD, unul dintre cei mai specializați producători de oțel din Bosnia și Herțegovina, produce oțel, conducte, rezervoare, echipamente tehnologice, macarale și centrale electrice. 
Alte companii precum compania croată de produse alimentare Kraš are una dintre cele mai mari fabrici din Bosnia și Herțegovina în Prijedor, producând produse de patiserie sub mărci ca MIRA și Kraš. Denumiri de marcă, ca de exemplu „Prijedorčanka”, sunt folosite de unul dintre principalii producători de băuturi alcoolice Rakija din Bosnia și Herțegovina, care își vinde produsele în Bosnia și Herțegovina, Serbia și Croația. 
Celpak Prijedor a fost o mare întreprindere producătoare de celuloză și hârtie pentru export, dar a fost închisă. 

### Sectoare
Sectorul agricol

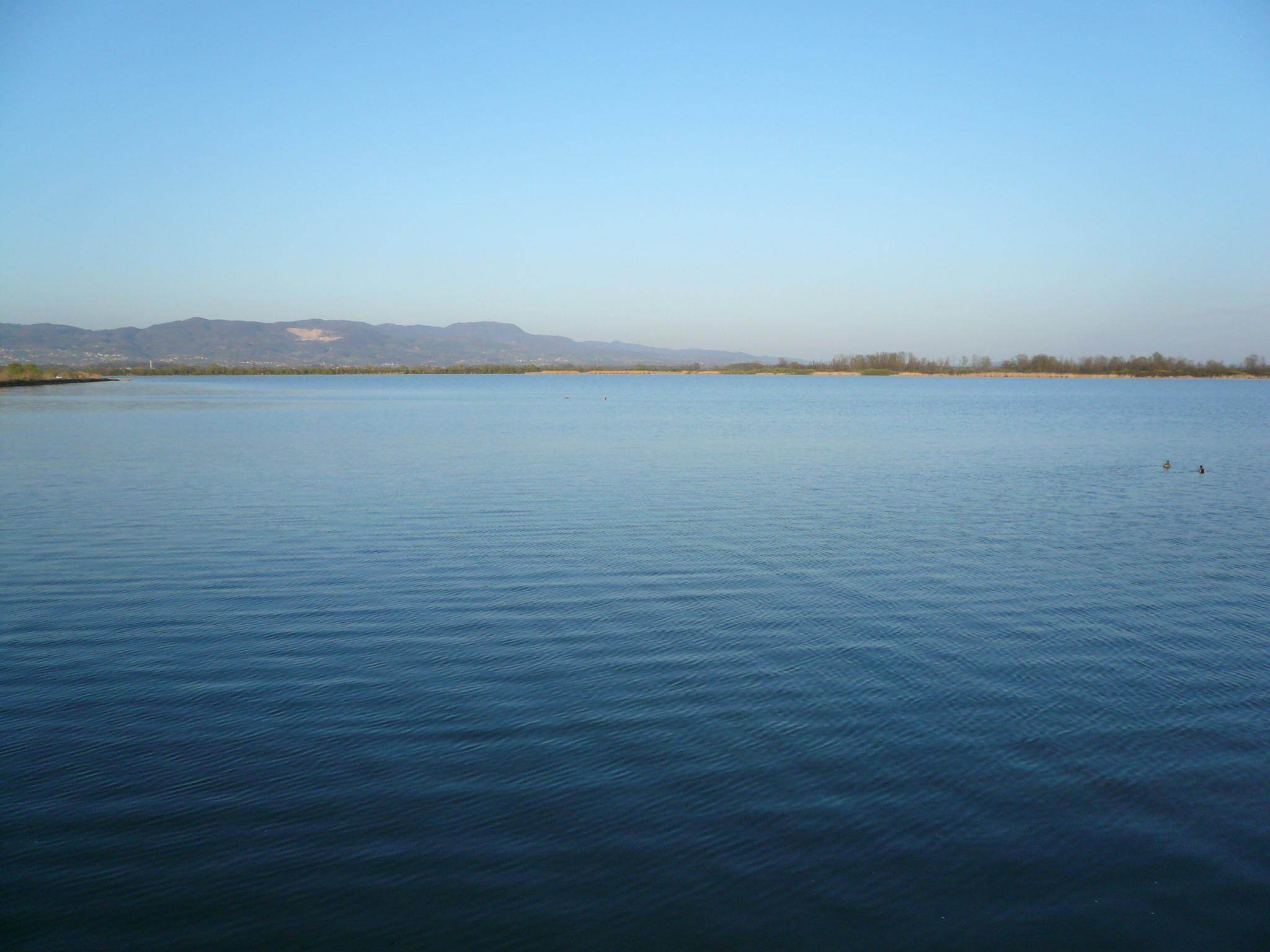
Ferma piscicolă Lacul Saničani

În afară de producția de pește, Prijedor are o industrie pomicolă, grădinărit, industrie agricolă, industrie de morărit și panificație, industrie de exploatare, industrie de prelucrare, precum și o industrie a laptelui. 
Lacul Saničani, lângă Prijedor, este unul dintre cele mai mari lacuri comerciale pentru piscicultură din sudul Europei. Comuna Prijedor ocupă 834,06 de hectare (58,45 hectare proprietate privată și 24,956 proprietate de stat). Câmpurile și grădinile arate ocupă 34.026 hectare, livezi 2.386 hectare și podgorii 5 hectare. Toate solurile cultivate ocupă un total de 40.206 hectare. 
Sectorul serviciilor
Sectorul serviciilor din Prijedor crește rapid și acest lucru se reflectă în creșterea hotelurilor, magazinelor, drumurilor, facilităților de învățământ și a centrelor de cumpărături care se construiesc în oraș, ceea ce îl face un centru comercial în creștere în Bosnia și Herțegovina. 

## Transport și aviație

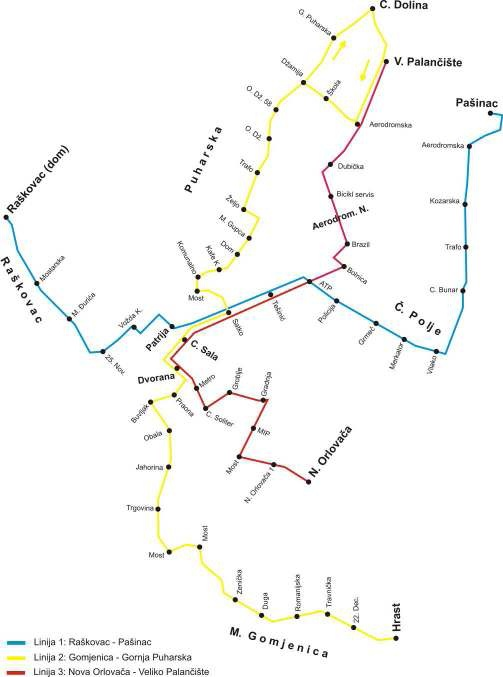
Harta transportului public Prijedor

Prijedor are un standard ridicat de drumuri datorită companiei Prijedor putevi și planifică o conexiune la autostrada spre Banja Luka în est și spre Sisak la vest pentru a scurta distanța până la Zagreb din regiunea Bosanska Krajina. O așa-numită „autostradă brzi” este pregătită pentru a conecta Prijedor de autostrada Zagreb-Belgrad prin Bos/Koz. Dubica în nord. 
Orașul este, de asemenea, conectat la sistemul feroviar din Bosnia și este situat pe linia de cale ferată Zagreb-Sarajevo-Ploče. 
Orașul are un sistem de transport public cu 3 linii de autobuz care deservesc 60 de stații în oraș și în jurul său. 
Prijedor are, de asemenea, un câmp aerian în partea de nord-est a orașului, în zona Urije. Aerodromul are o flotă de avioane ușoare și hidroavioane. Aerodromul servește, de asemenea, ca reședință a renovatului club de parașutiști din oraș. 

## Cultură

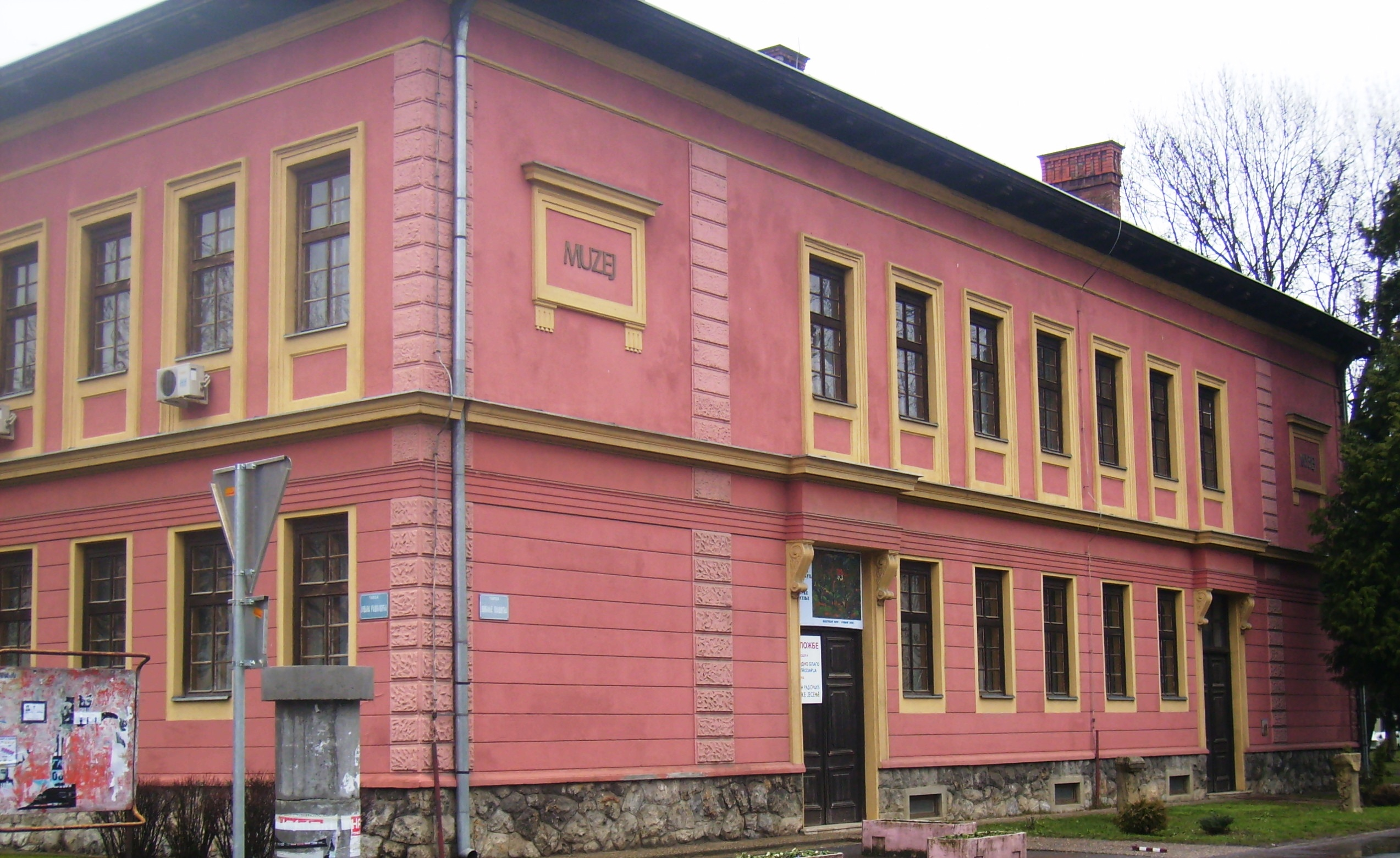
Muzeul Prijedor.

Prijedor are un număr divers de galerii, obiective religioase, biblioteci, statui, fântâni, monumente naționale, cinematografe și un teatru de oraș. 

### Descoperiri arheologice

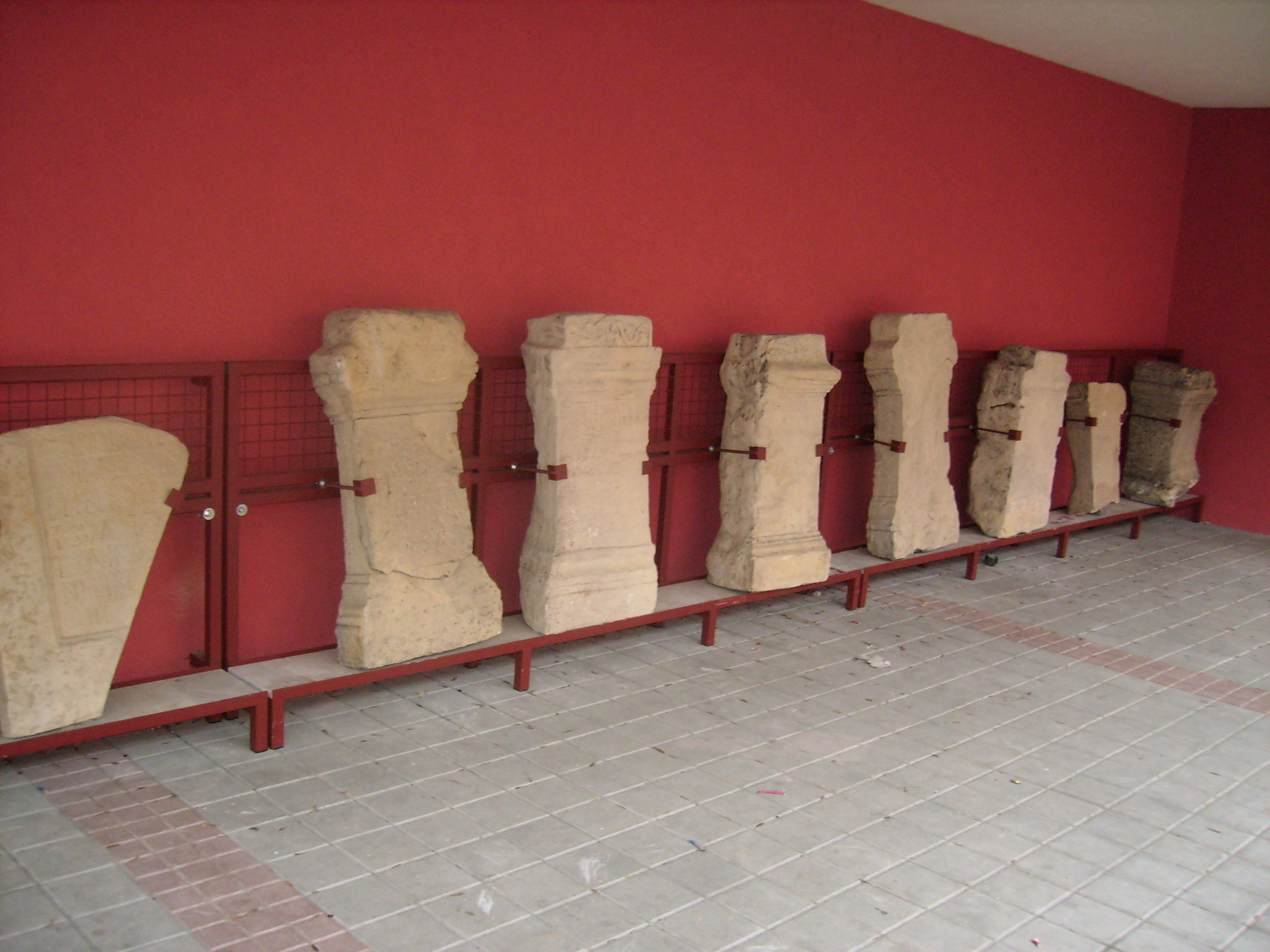
Descoperiri arheologice la Muzeul Prijedor

Dovada că Prijedor datează din anul 2100 î.Hr., urmele vieții, sunt evidente în numeroase așezări din regiunea actuală a orașului, cu necropole subiacente așezărilor, de regulă. 
Prijedor a fost locuit de tribul iliric Maezaei sau Mezeji (în greacă: Μαζαῖοι), un sub-trib al panonilor, renumit pentru abilitățile lor miniere. În Ljubija, lângă Prijedor, există dovezi ale producției de fier din perioada romană. În Zecovi, aproape de Prijedor, există o necropolă ilirică din epoca fierului.

### Muzee
Prijedor găzduiește Muzeul Kozara fondat în 1953, care are un statut regional. 
Este, de asemenea, casă a eroului național local, Dr. Mladen Stojanovic. Casa lui este transformată astăzi în Casa Memorială Stojanovic. 
În Parcul Național Kozara din vecinătatea Prijedorului, se află Muzeul Războiului din Mrakovica. Acesta include fotografii istorice din al Doilea Război Mondial, arme și artilerie folosite în timpul bătăliei de la Kozara. 

### Teatru
Pozorište Prijedor a fost fondat în 1953, cu toate că tradiția teatrului din Prijedor poate fi datată din secolul al XIX-lea. Teatrul găzduiește diferite piese pe parcursul anului, cu actori din interiorul și din afara Bosniei și Herțegovinei. Pe lângă piese de teatru, teatrul găzduiește coruri locale din orașul care cântă regulat. 

### Locuri religioase

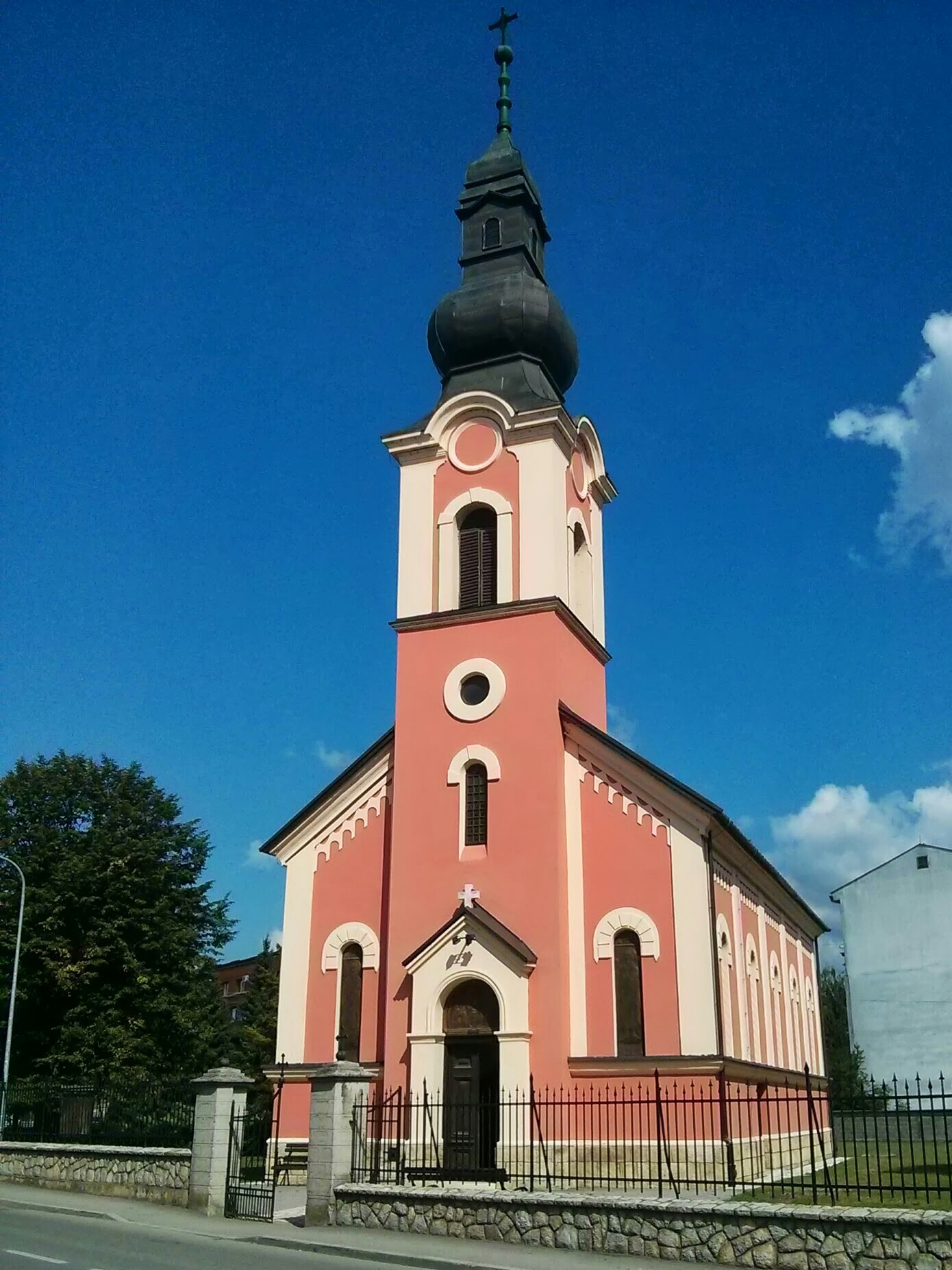
Biserica ortodoxă sârbă

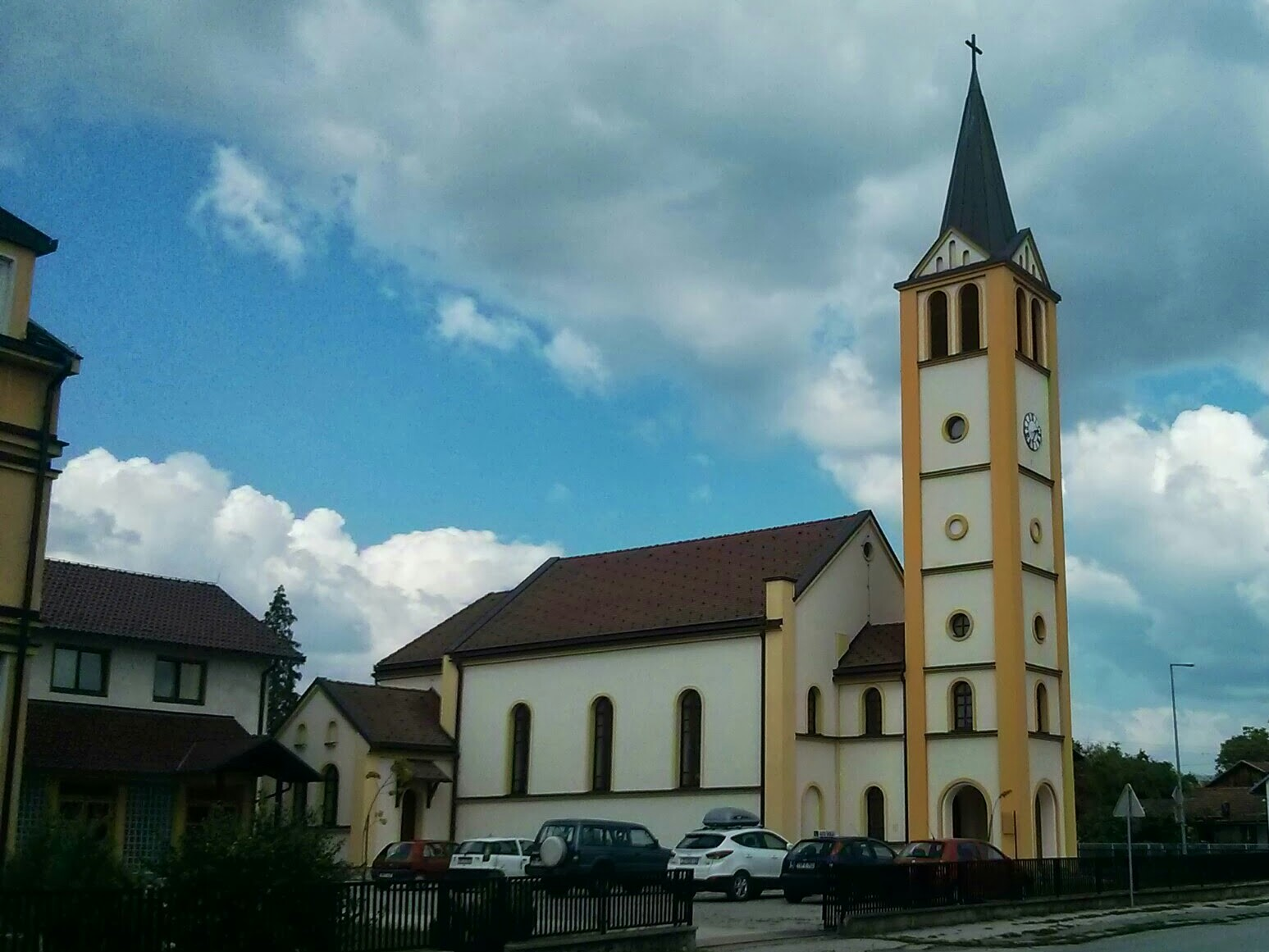
Biserica Romano-Catolică

Prijedor este cunoscut ca o societate religioasă multiplă, incluzând o biserică catolică, biserici ortodoxe și moschei. Datorită acestui fapt, Prijedor are un număr mare de moschei în centrul orașului, una dintre cele mai vechi datează din secolele XVI și XVII. 
Cea mai cunoscută este moscheea orașului „Carsijska dzamija” construită în 1750, amplasată pe strada principală. Moscheea include o bibliotecă și o școală. În mare parte toate cele 33 de moschei ale comunei Prijedor și catedrala catolică care au fost deteriorate și distruse sunt acum reconstruite și renovate. 
Alte obiective turistice sunt biserica ortodoxă „Crkva Svete Trojice” construită în 1891, care este înconjurată de un zid care include un mic parc bisericesc. Catedrala catolică „Sv. Josip” construită în 1898 este situată în partea de nord a centrului, aproape de teatrul orașului. 
Prijedor a avut o populație evreiască mică înainte de al doilea război mondial și de războiul din Bosnia, dar astăzi nu mai există urme ale fostei populații evreiești din oraș. 

## Societate

### Festivaluri
Ziua Mierii: numită local „Dani meda”. Eveniment turistic comercial unde producătorii locali de miere din zona Prijedor și cei mai îndepărtați se adună în piața din strada principală pentru a-și vinde și prezenta produsele. 
Festivalul verii și al râului din Prijedor: „Ljeto na sani”. Include un program amplu de muzică, activități sportive și alte evenimente de-a lungul plajei râului orașului. 
Adunarea scriitorilor: În fiecare an, în septembrie, are loc o adunare culturală, „Adunarea scriitorilor în Kozara”, unde sunt prezentate opere de artă literală ale autorilor locali. 
Zilele iernii: Acest eveniment turistic are loc la începutul lunii februarie în muntele Kozara. Acesta durează trei zile, iar scopul său principal este de a promova potențialele turistice ale muntelui Kozara. Competițiile sportive și gastronomice, urmate de un bogat program de divertisment sunt o parte integrantă a acestui eveniment. 
Festivalul internațional al corurilor - Zlatna Vila: Acest eveniment cultural se desfășoară în Teatrul Popular Prijedor în fiecare lună mai și reprezintă o competiție de cântare corală. Participanții la festival sunt coruri din diferite țări, atât din ex-Iugoslavia, cât și din străinătate. 
Cupa parașutismului de ziua Sf. Petru: În fiecare an, în luna iulie, se organizează un eveniment sportiv, Cupa parașutiștilor de ziua Sfântului Petru. Parașutiștii din diferite țări participă la acest eveniment, iar competițiile sunt organizate pe diverse categorii, femei, bărbați, juniori și echipe. 

### Sport
Clubul local de fotbal, FK Rudar Prijedor, joacă în cea mai importantă ligă de fotbal din Bosnia și Herțegovina, Premijer Liga. 
Printre cele mai vechi cluburi sportive din Prijedor se numără clubul de fotbal OFK Prijedor fondat în 1919. Clubul de tenis din Prijedor a fost fondat de Mladen Stojanović în 1932, cu toate că tenisul a fost jucat pentru prima dată în oraș în 1914. În fiecare vară, din 1967, Clubul de tenis organizează turnee în memoria Dr. Mladen Stojanovic (anterior Turneul Memorijal, acum denumit Prijedor Open). La Mrakovica se află centrul de schi Kozara. Toate teleschiurile sunt funcționale și există o pistă de schi pentru copii și la Mrakovica. Centrul de schi este situat în parcul național Kozara și există mai multe posibilități de închiriere a unor cabane de munte. Un hotel renovat cu diverse facilități sportive se află aproape de potecă. 
Alte sporturi populare din Prijedor sunt baschetul și handbalul. Echipele principale sunt ZKK Mladost Prijedor, KK Prijedor (baschet) și RK Prijedor (handbal).

## Galerie

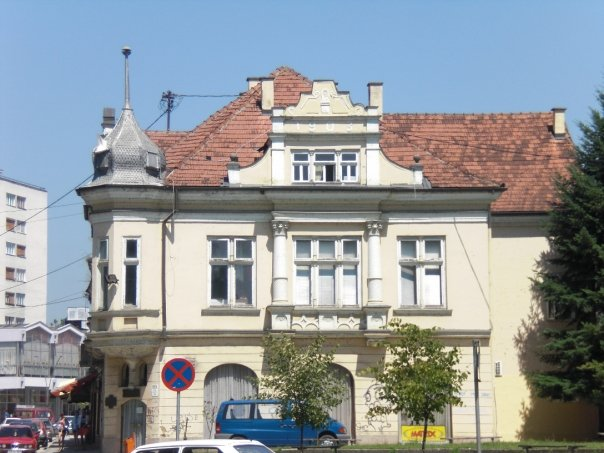
Arhitectura austro-ungară
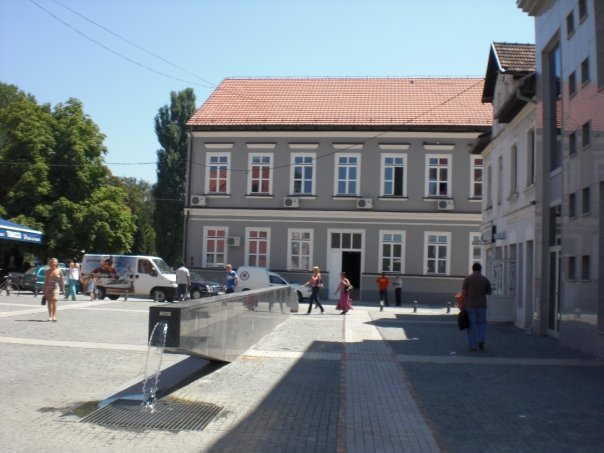
Fântână în centru
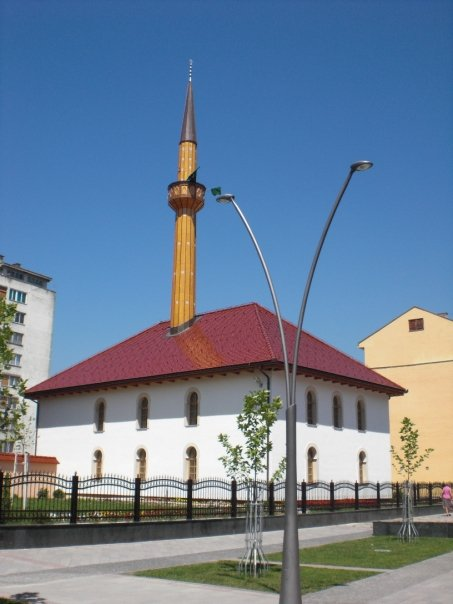
Moscheea din orașul vechi
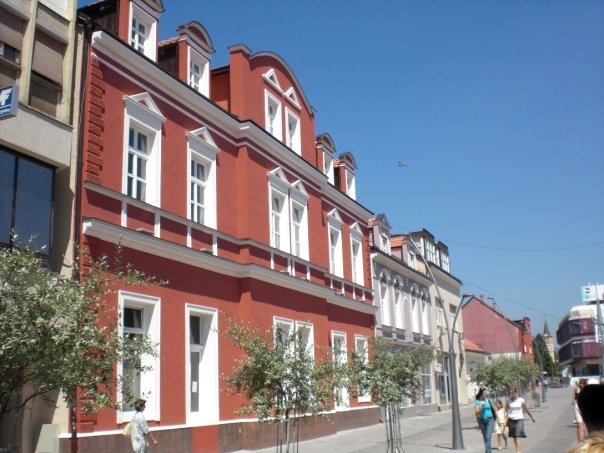
Clădirile principale ale străzii Prijedor
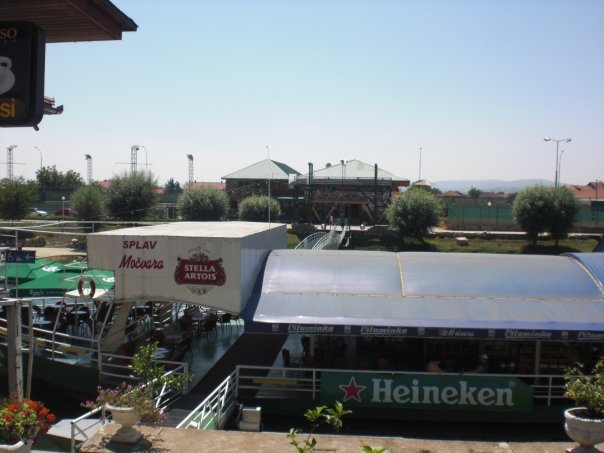
Facilități de agrement și sport
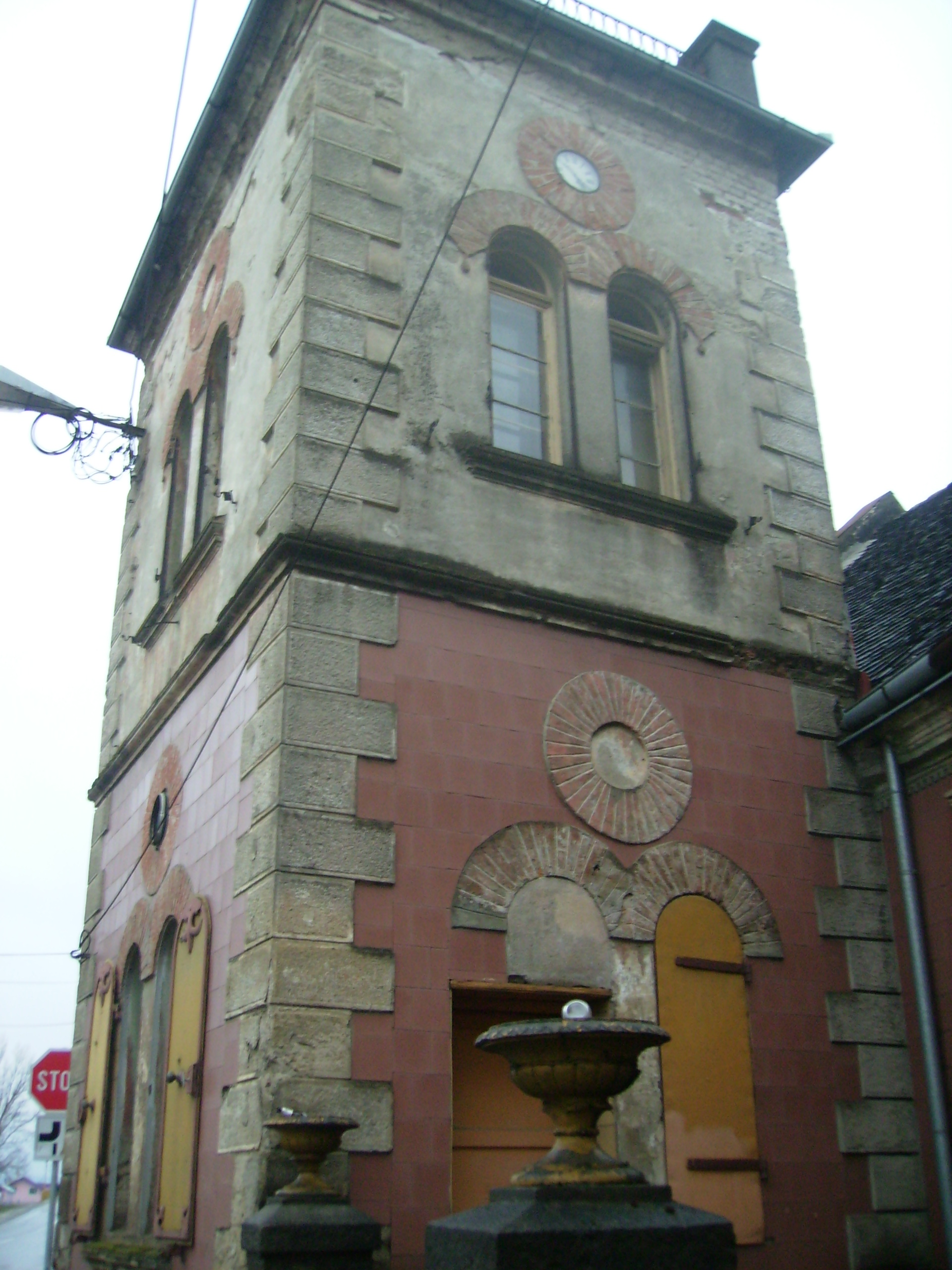
Turn vechi / Stara kula
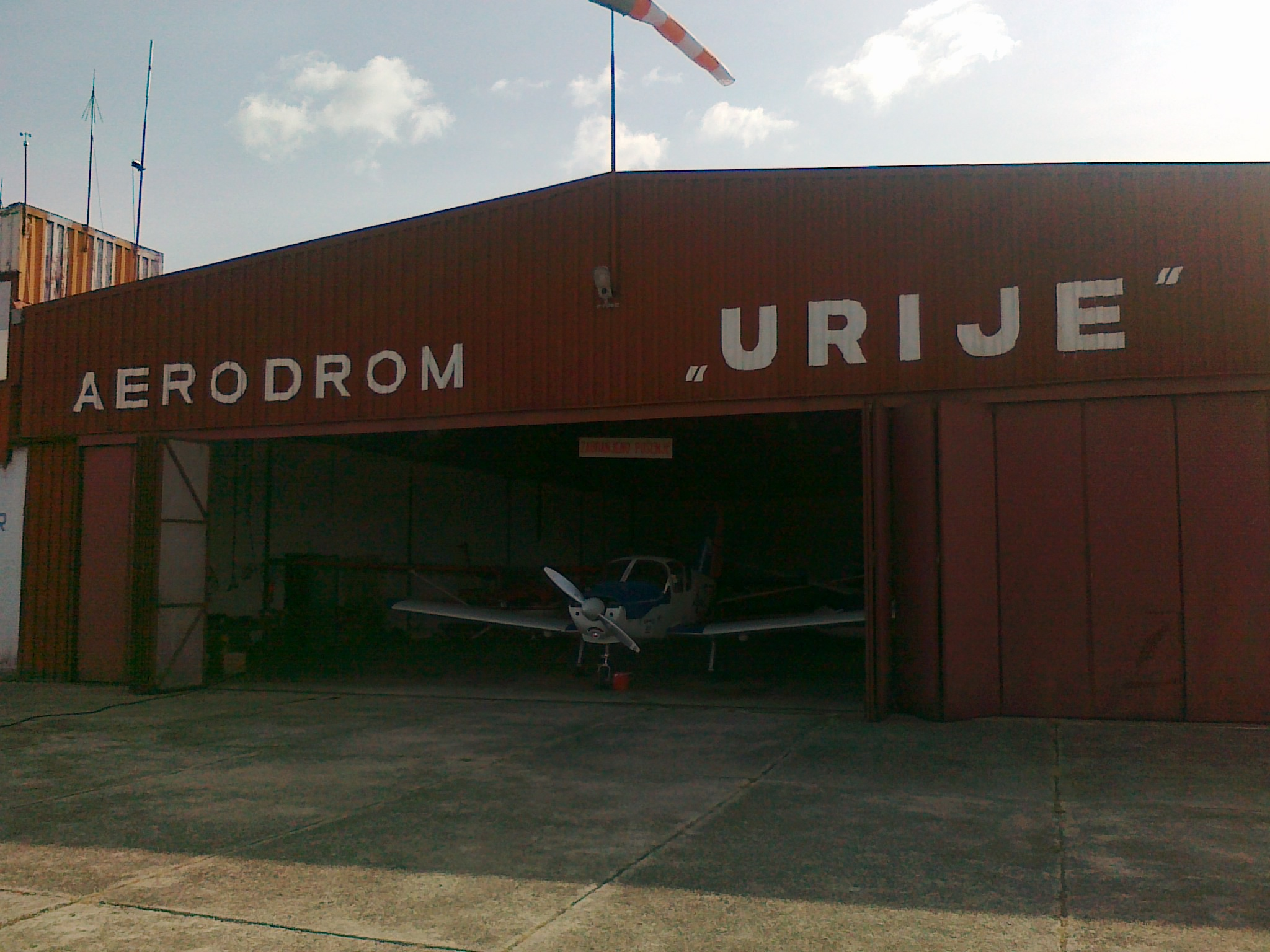
Aeroportul Urije
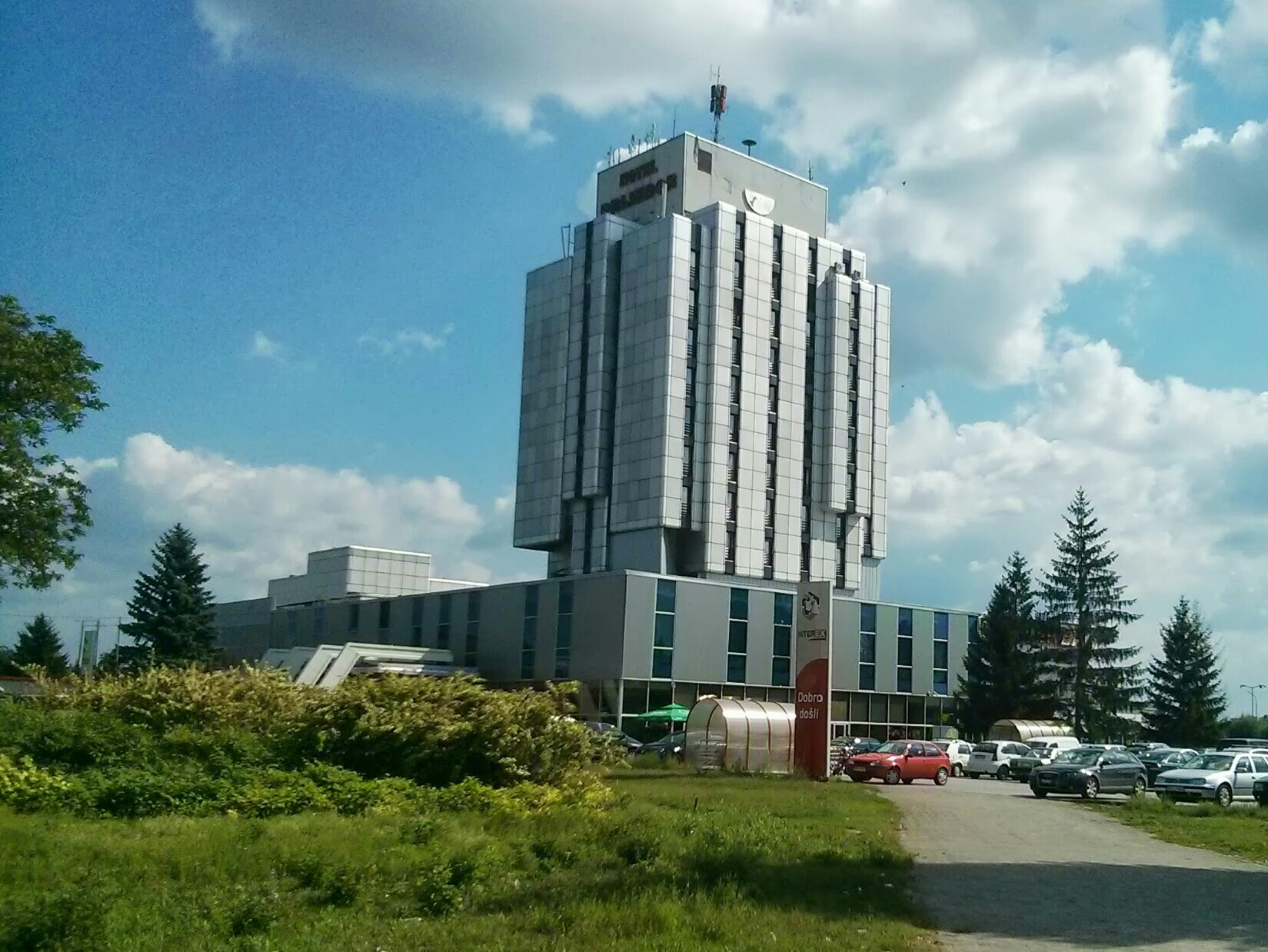
Hotel Prijedor

## Oameni notabili

Statuia eroului național Dr. Mladen Stojanović

- Mladen Stojanović, liderul partizanilor iugoslavi din vestul Bosniei și un erou al Iugoslaviei
- Nermin Alukić Čerkez, muzician, vocal și chitarist în cunoscuta trupă bosniacă Sevdalinka, „ Mostar Sevdah Reunion ”
- Zlatan Arnautović, fost jucător de handbal, campion olimpic
- Nasko Budimlić, muzician, baterist în trupa de hard rock bosniacă Divlje Jagode
- Edis Elkasević, sportiv croat (aruncarea greutății)
- Nebojša Grahovac, handbalist profesionist
- Vehid Gunić, jurnalist și scriitor
- Fikret Hodžić, culturist profesionist
- Idriz Hošić, jucător de fotbal, medaliat cu argint la Campionatul European
- Josip Iličić, jucător de fotbal sloven
- Eldin Jakupović, jucător de fotbal elvețian
- Milja Marin, subiectul fotografiei iconice Kozarčanka
- Dragomir Mrsic, actor suedez
- Nebojša Popović, jucător de handbal, campion olimpic
- Živko Radišić, om politic și fost șef al Președinției din Bosnia și Herțegovina
- Sreten Stojanović, sculptor
- Borislav Topić, jucător de fotbal
- Todor Švrakić, pictor

## Relatii internationale

### Orașe gemene - orașe surori
Prijedor este înfrățit cu: 
- Bovec, Slovenia
- Centro Storico – Piedicastello (Trento), Italy
- Demir Hisar, North Macedonia
- Kikinda, Serbia
- Irkutsk, Russia
- Manisa, Turkey
- Ningbo, China
- Pančevo, Serbia
- Sund, Norway
- Velenje, Slovenia

### Parteneriate
- Novo Mesto, Slovenia[21]